# 小川巌
小川 巌（おがわ いわお、1945年 - ）は、日本の環境学者・生態学者・動物学者。専門は動物生態学、環境動物学、野生生物学。学位は、農学博士（北海道大学）。元・酪農学園大学農食環境学群環境共生学類環境動物学研究室教授。北海道出身。

## 人物
北海道松前郡松前町生まれ。高校までを神奈川県横須賀市で送る。1969年信州大学農学部卒業。1971年北海道大学大学院農学研究科博士課程単位取得。1978年北海道庁生活環境部技師として入庁。1984年北海道庁を退職して野生生物情報センターを設立、代表委員。1992年4月にエコ・ネットワークを主宰。札幌学院大学非常勤講師を経て、酪農学園大学環境システム学部教授。2014年に酪農学園大学定年退職。動物分野では主として鳥類を担当して、鳥類の生態、行動のみならず環境修復の観点から野生動物の事故未然防止策などをテーマにしている。地域に根ざした環境ボランティア活動を実践するとともに、その方法、効果、普及などを調査、研究するとともに、歩く道「フットパス」の実態調査と普及に向けた研究に取り組む。

## 著書
- 竹田津実; 小川巌 (1978), 北海道の鳥, 北海道大学図書刊行会, ISBN 483291023X, NCID BN01664307
- 小川巌; 嶋田忠 (1982), シジュウカラ, カラー版自然と科学, 岩崎書店, NCID BA31757460
- 小川巌; 林大作 (1983), 札幌の鳥たち, 北海道大学図書刊行会, NCID BN01663202
- 竹田津実; 小川 巌 (1992), 北海道の鳥, 新版, 北海道大学図書刊行会, ISBN 483291023X, NCID BA57605504
- 小川 巌 (2000), 生きもの生活白書 : 四季の自然とふれあう, 北海道新聞社, ISBN 4894530848, NCID BA47178939
- 小川 巌 (200), あなたはクマやハチと共存できますか?, 5, エコ・ネットワーク, NCID BA73925233

### 訳書
- Cooper, John Eric; Eley, J. T.; 小川 巌(訳); 小川均(訳) (1987), 野鳥の医学 : 応急手当と看護のしかた,そして野生に帰すまで, 自然誌選書, どうぶつ社, ISBN 4886222390, NCID BN02701817
- Cooper, John Eric; Eley, J. T.; 小川 巌(訳); 小川均(訳) (1997), 野鳥の医学 : 応急手当と看護のしかた, そして野生に帰すまで, 自然誌選書, 新訂, どうぶつ社, ISBN 4886221076, NCID BA3368381X

## 論文
- 国立情報学研究所収録論文 国立情報学研究所